# Pet ekonomskih poizkusov
Pet ekonomskih poizkusov je kriterij, postavljen od vlade Združenega kraljestva, ki bi naj bili uporabljeni v prid večji pripravljenosti države za vstop v evroobmočje in sprejetju evra za nacionalno valuto. V osnovi bodo ti testi drugačni od katerihkoli političnih odločitev za sprejetje evra:
1. Ali so ekonomski cikli in ekonomske strukture združljive z obrestnimi merami evroobmočja na trajni bazi?
2. Ali je ob nastopu problemov dovolj fleksibilnosti, da se je moč spoprijeti z njimi?
3. Ali bi pridružitev evru povzročila boljše pogoje za podjetja, ki sklepajo dolgoročne investicijske načrte v državi?
4. Na kakšne težave bi lahko naletela industrija finančnih storitev (banke, zavarovalnice, podjetja za kreditne kartice, borzne posredovalnice) ob uvedbi evra?
5. Bi uvedba evra povečala rast in stabilnost števila delovnih mest?